# نيك فلورنسا
نيك فلورنسا (بالإنجليزية: Nick Florence)‏ هو لاعب كرة قدم أمريكية أمريكي، ولد في 21 يونيو 1989 في دالاس في الولايات المتحدة.